# Brodzany
Brodzany (in ungherese Brogyán) è un comune della Slovacchia facente parte del distretto di Partizánske, nella regione di Trenčín.
Nella dimora della famiglia Puškin, Brodzany ospita il Museo slavo Aleksandr Sergeevič Puškin, che documenta le relazioni fra la letteratura slovacca e le altre letterature slave. Il Museo slavo Aleksandr Sergeevič Puškin è parte della Biblioteca nazionale slovacca.